# Никифор (Психлудис)
Епи́скоп Ники́фор (греч. Επίσκοπος Νικηφόρος, в миру Константи́нос Психлу́дис, греч. Κωνσταντίνος Ψυχλούδης; род. 1958, Адендро) — епископ Константинопольской православной церкви, титулярный епископ Аморийский (с 2014), игумен патриаршего ставропигиального монастыря Влатадон (с 2012).

## Биография
Изучал педагогику, а затем богословие в Университете Аристотеля в Салониках. Там же получил учёную степень в области патрологии.
26 октября 1980 года рукоположен в сан диакона митрополитом Неапольским и Ставропольским Дионисием (Ладопулосом).
С 1984 году работал преподавателем начальной школы в номе Салоники.
С 1985 года состоял в братии патриаршего ставропигиального монастыря Влатадон.
30 июня 1985 года игуменом монастыря, митрополитом Тирольским и Серентийским Пантелеимоном (Родопулосом) рукоположен в сан пресвитера. Служил священником (эфимерием) в монастыре и на его метохиях.
30 августа 2012 года назначен настоятелем (игуменом) патриаршего ставропигиального монастыря Влатадон.
14 января 2014 года решением Священного Синода Константинопольского Патриархата избран титулярным епископа Аморийского.
2 февраля 2014 года в Патриаршем соборе святого Георгия на Фанаре был хиротонисан в титулярного епископа Аморийского. Хиротонию совершили: митрополит Халкидонский Афанасий (Папас), митрополит Милетский Апостол (Вулгарис), митрополит Иконийский Феолипт (Фенерлис), митрополит Лагадийский Иоанн (Тассьяс), митрополит Кидонийский Афинагор (Хрисанис).
Помимо родного греческого, свободно владеет английским языком.